# Steve Edwards
Steve Edwards é um músico, mais conhecido pela sua recente participação no álbum Together de Bob Sinclair e por ter tocado guitarra na Elf, sendo o único membro da banda que não fez parte da banda Rainbow.